# マヌエル・アナトル
マヌエル・アナトル・アリステギ（Manuel Anatol Aristegi, 1903年5月8日 - 1990年5月17日）は、スペイン・イルン出身の元フランス代表サッカー選手。現役時代のポジションはDFだった。

## 経歴

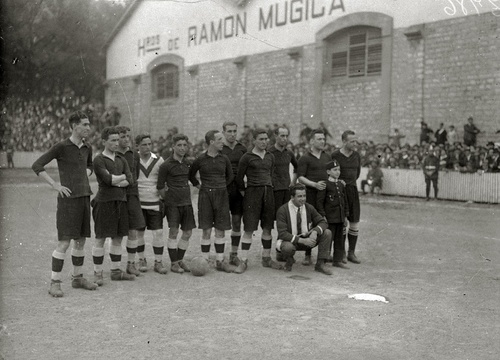
1924年のコパ決勝におけるレアル・ウニオンの選手

バスク地方のギプスコア県イルンに生まれ、地元のレアル・ウニオンでは1924年にコパ・デ・ス・マヘスタッ・エル・レイ・アルフォンソ13（現・コパ・デル・レイ）で優勝した。その後はアスレティック・ビルバオとマドリードCF（現・レアル・マドリード）でもプレーした。1929年にはフランスに渡ってラシン・クラブ・ド・パリに加入。ラシン・クラブではキャプテンを務め、2年目の1930年にはクープ・ドゥ・フランスで決勝に進出してクラブ初タイトルに手を掛けたが、FCセト34に1-3で敗れている。
1929年にはフランスに帰化し、同年3月24日のポルトガル戦でフランス代表デビューした。フランス代表としては計16試合に出場し、1930年3月23日のスイス戦で唯一の得点を決めた。40mの距離から放ったロングシュートだった。

## タイトル
- レアル・ウニオン
  - コパ・デ・ス・マヘスタッ・エル・レイ・アルフォンソ13 : 1924